# Brussels (Wisconsin)
Pour les articles homonymes, voir Brussels (homonymie).
Brussels est une ville du comté de Door, dans l'État américain du Wisconsin.
Son nom provient de la capitale belge, Bruxelles. En anglais, Brussels

## Géographie
Selon le Bureau du recensement des États-Unis, la ville couvre une superficie de 93,6 km2 de terre, sans étendue d'eau.

## Climat
| Mois                              | jan.  | fév.  | mars  | avril | mai  | juin | jui. | août | sep. | oct.  | nov.  | déc. | année |
| --------------------------------- | ----- | ----- | ----- | ----- | ---- | ---- | ---- | ---- | ---- | ----- | ----- | ---- | ----- |
| Température minimale moyenne (°C) | −13,3 | −11,7 | −6,1  | 0     | 6,1  | 11,7 | 15   | 13,9 | 10   | 3,9   | −2,2  | −8,9 | 1,5   |
| Température moyenne (°C)          | −8,9  | −6,7  | −1,1  | 5     | 11,7 | 17,2 | 20,6 | 19,4 | 15   | 8,3   | 1,7   | −5   | 6,4   |
| Température maximale moyenne (°C) | −4,4  | −2,2  | 3,3   | 10    | 17,8 | 23,3 | 26,1 | 25   | 20,6 | 13,3  | 5,6   | −1,7 | 11,4  |
| Record de froid (°C)              | −33,9 | −33,9 | −30,6 | −16,7 | −6,7 | −1,7 | 2,2  | 0    | −3,3 | −11,1 | −21,1 | −30  | −33,9 |
| Record de chaleur (°C)            | 12,8  | 14,4  | 24,4  | 29,4  | 32,8 | 37,8 | 40,6 | 38,9 | 35,6 | 30    | 23,3  | 15,5 | 40,6  |
| Précipitations (mm)               | 45,5  | 28,2  | 53,8  | 67,8  | 74,2 | 88,6 | 86,6 | 91,7 | 87,1 | 68,3  | 64,3  | 44,7 | 800,8 |

## Démographie
Au recensement de 2000, Bruxelles compte 1 112 habitants d'un âge moyen de 36,3 ans, 6,5 % de la population ayant moins de 5 ans et 10,2 % plus de 65 ans.
97,9 % de la population est blanche, 0,2 % est noire ou afro-américaine, 0,7 % est amérindienne ou originaire de l'Alaska, 0,8 % est asiatique, 0,1 % est d'une autre race et 0,3 % est de deux races ou plus. 47,8 % de la population est d'origine belge et 42 % d'origine allemande. Du fait de leur origine, certains habitants pratiquent encore une forme parler wallon...
Il y a 426 logements dans la ville, dont 94,2 % sont occupés. 86,1 % des logements occupés le sont par les propriétaires.
403 ménages peuplent la ville, d'une taille moyenne de 2,76 personnes. 75,2 % sont des familles, d'une taille moyenne de 3,19 personnes. 4,3 % des familles vivent sous le seuil de pauvreté.
12,4 % de la population de plus de 25 ans détient au moins le premier diplôme universitaire et 8,9 % de la population de plus de 18 ans a servi dans l'armée américaine.
72 % de la population de plus de 16 ans travaille pour un revenu moyen annuel de $30 000 pour les hommes et de $21 678 pour les femmes. 6,5 % de la population vit sous le seuil de pauvreté.